# لابوبلا تيرنيسا
بلدية لابوبلا تيرنيسا (بالإسبانية: Puebla-Tornesa)‏ (بالفالنسية:La Pobla Tornesa)، هي إحدى بلديات مقاطعة كاستيلون التي تقع في منطقة بلنسية، في شرق إسبانيا.
يبلغ عدد سكانها 845 نسمة وفقاً لإحصائية سنة (2006).